# Yana Uskova
Yana Viktorovna Uskova (Maykop, 28 de setembro de 1985) é uma handebolista profissional russa, medalhista olímpica.
Yana Uskova fez parte do elenco medalha de prata, de Pequim 2008.